# Dulce Chacón (escritora)
Dulce Chacón Gutiérrez (Zafra; Badajoz, 3 de junio de 1954 - Brunete; Madrid, 3 de diciembre de 2003) fue una escritora y poetisa española. El tema central de su obra es la represión franquista, y de manera especial la situación de las mujeres. Comprometida socialmente, entre otras perteneció a la Asociación de Mujeres contra la Violencia de Género, y a la Asociación de Mujeres Contra la Guerra, y a la Plataforma de Cultura contra la Guerra, ambas con relación a la Invasión de Irak en 2003. Diversos colegios e institutos, así como premios literarios, llevan su nombre como homenaje a su figura. Era hermana gemela de la también escritora Inma Chacón.

## Biografía y trayectoria literaria
Nació en el seno de una familia pudiente y conservadora de Zafra, "aristócrata, de derechas y del bando nacional" en sus propias palabras. Su padre, Antonio Chacón, fue alcalde de Zafra durante la dictadura de Franco y también persona ilustrada con inquietudes literarias, puesto que escribía (con el seudónimo "Hache") y leía poesía a su familia, lo que despertó la vocación literaria de la joven Dulce Chacón.
Cuando contaba solo 11 años de edad, su padre murió. Un año más tarde, su madre, María Gutiérrez, se fue a vivir con toda la familia a Madrid, donde viviría desde entonces. Dulce e Inma, su hermana gemela, fueron a estudiar a un internado. Fue allí donde Chacón comenzó a escribir poesía, en un esfuerzo por evadirse de las difíciles circunstancias personales que estaba viviendo. De las lecturas de su adolescencia, fueron los poetas Celan, Rilke, César Vallejo y José Ángel Valente los que dejaron mayor huella en su estilo poético. Otras influencias posteriores fueron Félix Grande, en la poesía, y Julio Llamazares, Luis Landero y José Saramago en la narrativa (a estos dos últimos, así como a la mujer de Saramago, Pilar del Río, le unía una gran amistad).
Aunque comenzó a escribir muy pronto, no publicó su primer libro, el poemario Querrán ponerle nombre, hasta 1992. Le seguirían otras dos obras poéticas, Las palabras de la piedra (1993) y Contra el desprestigio de la altura (1995). Por esta última ganó su primer premio, el Ciudad de Irún. A continuación se adentró en el terreno de la novela. En 1996 publicó Algún amor que no mate, sobre una mujer maltratada por su marido. José Saramago la calificó de "dura pero necesaria". Un año después publicó su segunda novela, Blanca vuela mañana. 1998 fue un año de mucha intensidad: publicó Matadora, una biografía de Cristina Sánchez, la primera mujer torero española; estrenó su primera obra teatral, Segunda mano; y publicó su tercera novela, Háblame, musa, de aquel varón. En esta, retoma alguno de los temas de Algún amor que no mate, como es la violencia doméstica, abordando también otras formas de intolerancia, como la xenofobia. Con Háblame, Chacón cerraba una trilogía sobre la incomunicación en la pareja. A continuación vino un nuevo poemario, Matar al ángel (1999) y ese mismo año Cielos de barro, una novela coral ambientada en la Extremadura de la posguerra que Chacón presentó a la edición de 2000 del premio Azorín bajo el seudónimo "Hache". La novela, que obtuvo el galardón, estaba dedicada a Antonio Chacón, el padre de Dulce. El título fue un "regalo" del escritor Julio Llamazares.
Su siguiente novela fue La voz dormida, publicada en 2002. Chacón tardó cuatro años en completarla, habiendo comenzado a reunir material incluso antes de la publicación de Matar al ángel y Cielos de barro. En ella, Dulce Chacón continuó abordando los difíciles años de la posguerra, novelando los testimonios, recogidos en entrevistas por toda España, de mujeres víctimas de la represión franquista durante los años cuarenta. La novela obtuvo el premio Libro del Año 2003, otorgado por el Gremio de Libreros de Madrid. En 2002, se estrenó la adaptación teatral de Algún amor que no mate, realizada por la propia Chacón. Dirigió la adaptación Eduardo Vasco. En 2003 publicó otro poemario, Cuatro gotas.
La carrera de Dulce Chacón la truncó su prematura muerte. Falleció el 3 de diciembre de 2003, víctima de un cáncer de páncreas que le habían diagnosticado un mes antes y que se había extendido al hígado. Sus cenizas fueron depositadas en su localidad natal, junto a los restos mortales de su padre, Antonio Chacón. Parte de sus cenizas fueron esparcidas en las montañas de El Torno, un pequeño pueblo del Valle del Jerte (Cáceres). Dejaba marido, dos hijas y un hijo.

## Compromiso social y político

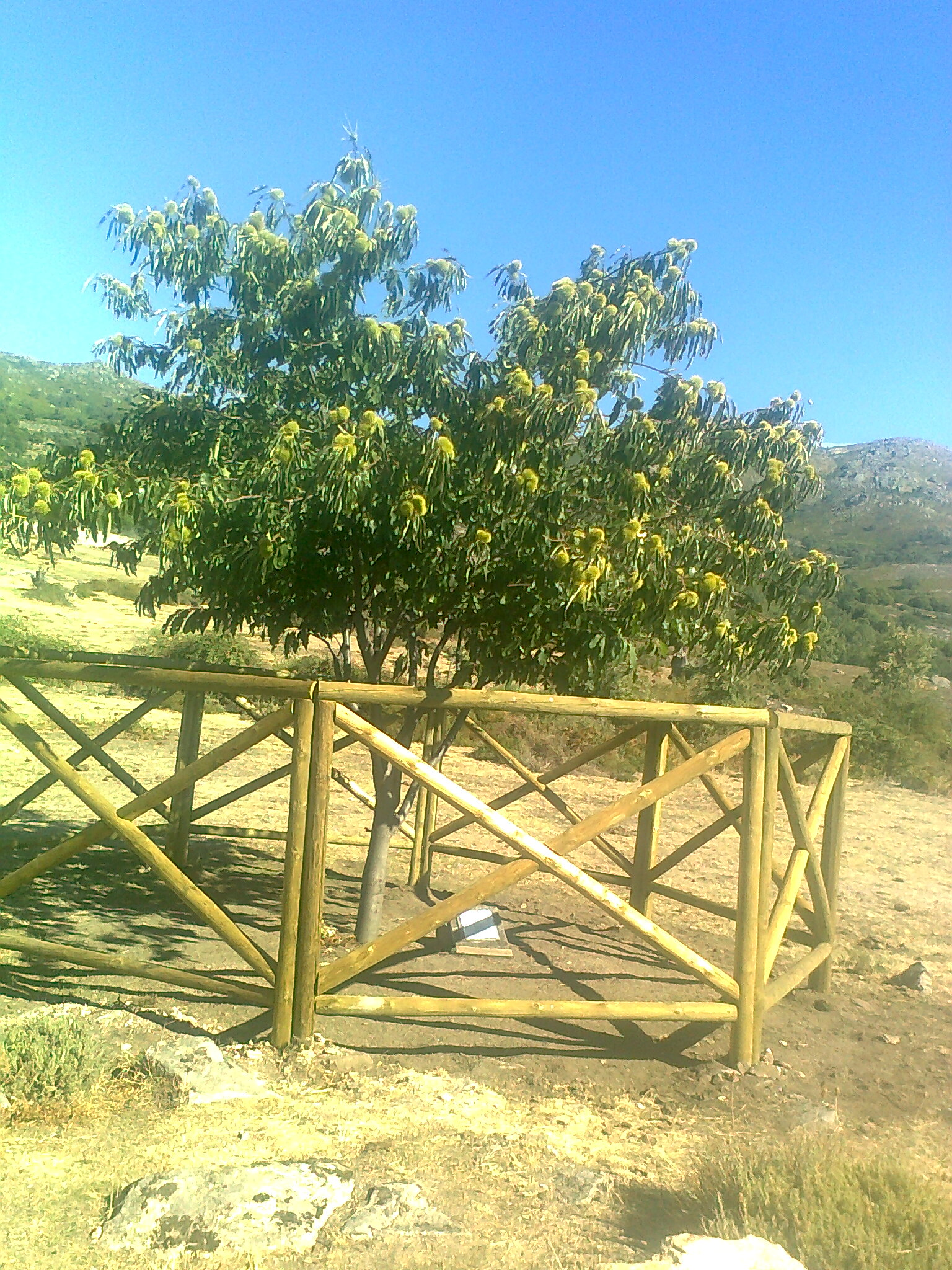
Castaño en la sierra de El Torno, Cáceres, en memoria de Dulce Chacón, donde reposan parte de sus cenizas.

A pesar de su pertenencia a una familia conservadora, Dulce Chacón se convirtió muy pronto en una persona de izquierdas. Según ha declarado, una de las razones fue el silencio familiar acerca de la represión franquista, particularmente cruenta en Zafra, donde en los primeros meses de la guerra, tras la toma de la ciudad por los sublevados, el 8 de agosto de 1936, unas doscientas cincuenta personas fueron asesinadas por las nuevas autoridades. La localidad tenía 7.000 habitantes y, tras el estallido de la guerra, ningún derechista fue asesinado antes de la entrada de las tropas sublevadas. La causa de las víctimas del franquismo fue una de sus prioridades, opinando que el rencor derivado de la violencia política durante la guerra civil y el franquismo sigue enquistado, al no haber sido expuesto a la luz pública. Su lema al respecto era "ni rencor ni olvido". También ha declarado que "la reconciliación real todavía no ha llegado, porque aún no se ha producido esa conversación. Hemos oído la versión de los vencedores, ahora tenemos que oír a los vencidos".
De esta forma, se involucró en numerosas actividades sociales y políticas de carácter progresista. Escribió La voz dormida, obra en la que recoge y novela testimonios de mujeres del bando perdedor de la Guerra Civil de toda España. En relación con la invasión de Irak, formó parte de la plataforma 'Cultura contra la guerra' y leyó, junto con el premio Nobel José Saramago, el manifiesto antibélico que cerró la gran manifestación contra la guerra del 15 de marzo de 2003 en Madrid. Como parte de una delegación de la plataforma 'Mujeres contra la Guerra' también acudió a Bagdad en marzo del mismo año para conocer la situación del pueblo iraquí y su oposición al conflicto. Además, perteneció a la asociación Mujeres contra la Violencia de Género. También formó parte del Colectivo Hermanos, Amigos y Compañeros de José Couso, el cámara asesinado por tropas estadounidenses en Bagdad durante la invasión.
Su marido, Miguel Ángel Alcántara, la definió como "una luchadora, de izquierdas, agnóstica y peleona y su mejor arma era la palabra y la escritura".

## Reconocimientos y tributos

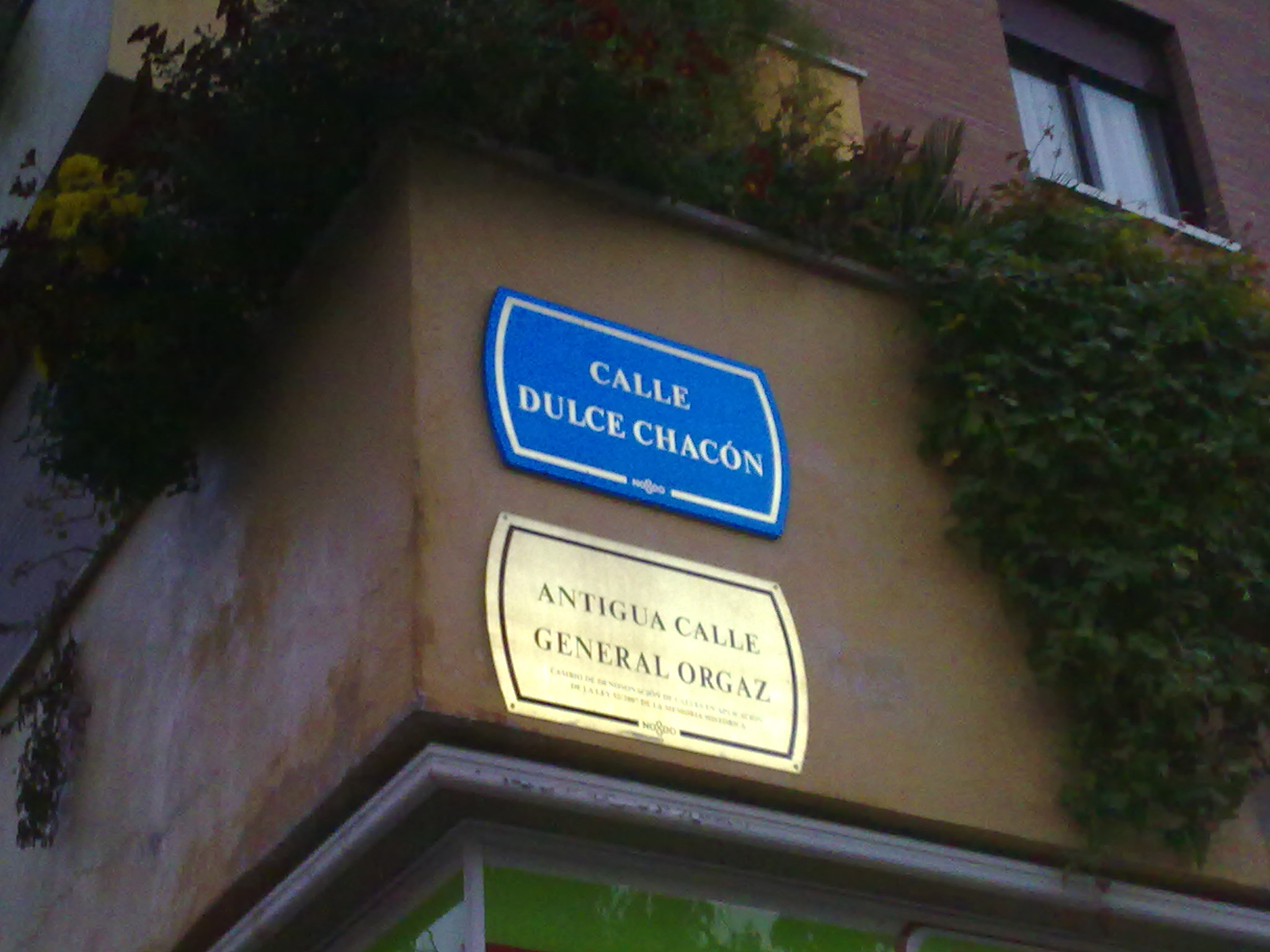
Calle en la ciudad de Sevilla.

Su ciudad natal concedió a Dulce Chacón la distinción de hija predilecta de la localidad a título póstumo, el 17 de febrero de 2005. También ha dado su nombre a una plaza e instituido un premio de narrativa española con su nombre. En 2003, la localidad madrileña de Brunete, donde vivía Dulce Chacón, convocó el Premio Literario de Novela Corta Dulce Chacón.
En 2009, Barricada publicó el libro-CD La tierra está sorda, con 18 canciones relacionadas con la represión franquista. Según declaró Enrique Villarreal «El Drogas», líder del grupo, fue la lectura de La voz dormida lo que le impulsó a crear el libro-CD. Algunas de las canciones se inspiran directamente en los testimonios recogidos y novelados por Chacón. Barricada presentó el trabajo en Zafra el 19 de marzo de 2010.
El Instituto de Educación Secundaria Obligatoria de La Garrovilla (Badajoz) se llama desde el año 2005 IESO Dulce Chacón en recuerdo de la escritora. El salón de actos de Tocina (Sevilla) lleva su nombre. También un Colegio Público en la localidad madrileña de Fuenlabrada, otro en la localidad de Rivas-Vaciamadrid, y otro en la ciudad extremeña de Cáceres. La biblioteca principal de la Universidad Europea de Madrid también lleva su nombre.

## Obra

### Poesía
- Querrán ponerle nombre (1992)
- Las palabras de la piedra (1993)
- Contra el desprestigio de la altura (1995), premio Ciudad de Irún.[4]
- Matar al ángel (1999)
- Cuatro gotas (2003)

### Novela
- Algún amor que no mate (1996).[nota 2]
- Blanca vuela mañana (1997)
- Háblame, musa, de aquel varón (1998)
- Cielos de barro (2000), premio Azorín 2000.
- La voz dormida (2002), premio Libro del Año 2003, concedido por el Gremio de Libreros de Madrid.[3]

### Cuentos
- Te querré hasta la muerte (2003), en Sobre raíles.[10]

### Teatro
- Segunda mano (1998)
- Adaptación teatral de Algún amor que no mate (2002), candidata a los premios Max 2004 a la mejor autora teatral en castellano.[22]

### Biografías
- Matadora (1998).